# Castell de Fredensborg
El Castell de Fredensborg ocupa un lloc especial entre els principals castells de la família reial danesa, essent el més utilitzat en cerimònies oficials d'estat i en celebracions familiars. El Castell de Fredensborg es troba a les terres del nord de l'illa de Selàndia, a prop de la ciutat de Fredensborg, i és la residència oficial de la reina Margarida II de Dinamarca durant la primavera i la tardor.
El Castell fou construït durant el segle xviii pels principals arquitectes de la Cort de Copenhaguen. Al final de la Gran Guerra del Nord (1709 - 1720), el rei Frederic IV de Dinamarca manà la construcció d'un petit palau-residència d'estiu en una petita peça de terreny que el monarca posseïa a les ribes del llac Esrum. Cornelius Krieger fou el primer encarregat de l'obra.
A la peça de terreny que el monarca posseïa hom hi podia trobar una petita granja, Østrup, que fou demolida per la construcció del palau. Per la construcció del Palau es prendria com a model els millors exemples d'arquitectura palatina de França i d'Itàlia.
Durant el sexenni que va des de 1720 a 1726, l'arquitecte J.C. Krieger, fou l'encarregat de construir un complex palau basat en una plaça octogonal en els costats de la qual s'hi edificaria el palau i la zona de criats. El complex disposaria d'un element típic dels palaus del segle xviii, una orangerie.
El Palau fou ignaugurat l'11 d'octubre de 1722, dia del 51è aniversari del rei Frederic IV de Dinamarca i fou anomenat Fredensborg en honor del tractat de pau que posà fi a una guerra de més de 15 anys entre diferents països escandinaus, per aquest motiu també és conegut com a Castell de la Pau.
El Palau seguí creixent els anys següents amb nous pavellons palatins, una església i una cancelleria. Els arquitectes palatins, De Thurah i Eigtved construïren noves residències pels membres de la Cort danesa.
Des del moment de la seva inauguració ja es mostrà l'especial predilecció que la família reial mostraria al llarg dels anys pel Palau de Fredensborg. El rei Frederic V de Dinamarca i la seva muller i establiren la seva residència oficial i després d'un espai de temps que caigué en desús, durant el regnat del rei Cristià IX el palau tornà a ser plenament utilitzat.
Durant el llarg regnat del rei Cristià IX, que comprèn la segona meitat del segle xix, el Palau esdevingué el centre de la reialesa europea. Les magnífiques connexions familiars aconseguides per la monarquia danesa, cinc prínceps danesos eren reis d'Europa: Alexandra del Regne Unit, Frederic VIII de Dinamarca, Jordi I de Grècia, Maria de Rússia i Haakon VII de Noruega, feren de Fredensborg el principal lloc d'estiueig de tots aquests monarques i les seves famílies, en els anomenats Estius de Fredensborg.
Durant el regnat del rei Frederic IX de Dinamarca es portà a terme una llarga i profunda restauració del Palau dirigida per la reina Íngrid de Suècia, esposa de Frederic. Durant la restauració es prestà especial interès en l'adequació del jardí i en la construcció d'una nova orangerie.
Al llarg de les últimes dècades el Castell de Fredensborg ha esdevingut l'espai on s'han casat la pràctica totalitat de prínceps de Dinamarca. L'any 1933 es casà el príncep Knud de Dinamarca i la princesa Carolina Matilde de Dinamarca, l'any 1935 hi reafirmaren el casament el rei Frederic IX de Dinamarca i la princesa Íngrid de Suècia, l'any 1966 s'hi casà la princesa Benedicta de Dinamarca i el príncep Ricard de Sayn-Wittgenstein-Berleburg, el 1967 la reina Margarida II de Dinamarca i el comte Enric de Monpezat, el 1995 el príncep Joaquim de Dinamarca i Alexandra Manley i el 2004 el príncep hereu Frederic de Dinamarca i Mary Elisabeth Donalson. Al Castell també s'hi han celebrat actes com el 60è aniversari de la reina Margarida II de Dinamarca.
Des de l'any 2004 és la residència oficial del príncep hereu Frederic de Dinamarca i de la princesa Mary Elisabeth Donaldson.